# Gremlin Island
Gremlin Island (in Argentinien Islote Duende, jeweils sinngemäß übersetzbar mit Kobold-Insel) ist eine kleine und felsige Insel vor der Fallières-Küste des Grahamlands auf der Antarktischen Halbinsel. Sie liegt unmittelbar nordwestlich des Ausläufers des Red Rock Ridge.
Teilnehmer der British Graham Land Expedition (1934–1937) unter der Leitung des australischen Polarforschers John Rymill nahmen 1936 eine erste Vermessung vor. Die Insel diente dem Falkland Islands Dependencies Survey (FIDS) zwischen 1948 und 1949 als Standort für ein Nahrungsmitteldepot. Ihren Namen verdankt die Insel dem Umstand, dass einer Schlittenmannschaft des FIDS hier eine Kiste mit Vorräten auf rätselhafte Weise abhandenkam.